# Lijst van burgemeesters van Koog aan de Zaan
Dit is een lijst van burgemeesters van de voormalige Nederlandse gemeente Koog aan de Zaan in de provincie Noord-Holland. De gemeente is per 1 januari 1974 opgeheven en opgegaan in de nieuwe gemeente Zaanstad.
| Ambtsperiode | Naam burgemeester                  | Partij of stroming | Bijzonderheden                               |
| ------------ | ---------------------------------- | ------------------ | -------------------------------------------- |
| 1811 - 1843  | Evert Smit                         |                    |                                              |
| 1843 - 1858  | Simon Dekker Pz.                   |                    |                                              |
| 1859 - 1862  | Jan Spekham Duyvis                 |                    |                                              |
| 1862 - 1866  | Jacob Duyvis                       |                    |                                              |
| 1866 - 1874  | Jan Spekham Duyvis                 |                    | zoon van de vorige Jan Spekham Duyvis        |
| 1874 - 1880  | F.W. Smit                          |                    |                                              |
| 1880 - 1888  | Petrus Boele Jacobus (P.B.J.) Ferf |                    | tevens burgemeester van Westzaan (1879-1888) |
| 1888 - 1898  | F.T. Roeters van Lennep            |                    |                                              |
| 1898 - 1908  | O.E. Cleveringa                    |                    |                                              |
| 1909 - 1919  | C. Maarschalk                      |                    |                                              |
| 1919 - 1928  | W.F.G.L. Driessen                  |                    |                                              |
| 1929 - 1935  | A.G.A. Verstegen                   | sociaal democraat  |                                              |
| 1935 - 1944  | W.F. Allan                         | VDB                |                                              |
| 1945 - 1946  | Joris in 't Veld                   | sociaal democraat  | waarnemend                                   |
| 1946 - 1960  | L.A. Ankum                         | PvdA               |                                              |
| 1960 - 1974  | Rindert (R.) van Zinderen Bakker   | PvdA               | eerder burgemeester van Westzaan             |